# Гевлич, Авксентий Павлович
Авксе́нтий Па́влович Ге́влич  (1790—1861) — сенатор, тайный советник.

## Биография
Родился 12 (23) июня 1790 года; происходил из дворян. Окончил Харьковскую гимназию (1808), а затем словесное отделение Харьковского университета 30 августа 1811 года со степенью кандидата; получил степень магистра 3 мая 1813 года и степень доктора (диссертация «Об изящном», написанная под влиянием Канта и напечатанная в 1818 году) 30 июня 1815 года.
В 1816 году был назначен в канцелярию министра финансов; в 1818 году получил место переводчика и в 1820 году назначен учёным секретарём в 5-е отделение канцелярии Министерства Финансов. Кроме того, в 1818—1819 годах состоял сначала помощником редактора (Я. В. Толмачев), а потом редактором журнала учёного комитета Императорского Человеколюбивого общества и в 1820 году был награждён орденом Св. Владимира 4-й степени. Был сотрудником журнала «Соревнователь просвещения и благотворения. Труды вольного общества любителей российской словесности» (1818—1819).
В 1821 году назначен правителем канцелярии в Государственную комиссию погашения долгов и в 1826 — правителем канцелярии департамента внешней торговли. В 1828 году произведён в статские советники и в 1829 году назначен Астраханским вице-губернатором; в 1830—1832 годах он занимал пост Астраханского губернатора, в 1832—1833 годах — Тульского.
В 1832 году произведён в действительные статские советники; в 1833 году назначен исправляющим должность статс-секретаря в Государственном Совете по Департаменту законов. В 1835 году назначен Оренбургским губернатором, а в 1840 — Симбирским.
В 1843 году причислен к Министерству Внутренних Дел и 01.01.1845 г. назначен членом консультации, учрежденной при Министерстве Юстиции.
В 1847 году ему поручена ревизия 7-го, 8-го и Общего Собрания Московских департаментов Правительствующего Сената, а также судебных мест в губерниях: Московской, Новгородской и Тверской. 25 января 1848 года пожалован в тайные советники с назначением сенатором. Присутствовал в департаментах : 6-м (1848—1849), 7-м (1849—1850), 2-м (1850—1853 и 1856—1861), Межевом (с июня по декабрь 1851 г.) и в 4-м (1853—1856).
Умер 6 (18) марта 1861 года и был похоронен в Санкт-Петербурге на кладбище Новодевичьего монастыря.

## Награды
Российской Империи:
- Орден Святого Владимира 4-й степени (1820),
- Орден Святого Владимира 3-й степени (1835),
- Орден Святого Станислава 1-й степени (23 апреля 1835).
- Орден Святой Анны 1-й степени (25 марта 1839),
- Знак отличия за ХХХ лет беспорочной службы (1847),
- Орден Святого Владимира 2-й степени (1 января 1853),
- Белого Орла (1 января 1859 г.).